# أحد كورت
أحد كورت هي مدينة في إقليم سيدي قاسم ضمن جهة الرباط سلا القنيطرة بالغرب المغربي. كان مجموع عدد سكان بلدية أحد كورت 5.051 نسمة.(تعداد السكان الرسمي 2004)